# بولشایا شلکوفکا
بولشایا شلکوفکا (به لاتین: Bolshaya Shelkovka) یک منطقهٔ مسکونی در روسیه است که در سرزمین آلتای واقع شده‌است.